# Postwick
Postwick – wieś w Anglii, w Norfolk w gminie (civil parish) Postwick with Witton. W 1961 wieś liczyła 479 mieszkańców. Postwick jest wspomniana w Domesday Book (1086) jako Possuic.